# Château de la Flocellière
Le château de la Flocellière est un château situé sur la commune de La Flocellière, près des Herbiers et du Puy du Fou.

## Historique
Les premières traces de la seigneurie de la Flocellière datent du XIe siècle. Il appartenait alors aux comtes de la Flocellière. 
Une charte du 28 octobre 1090 mentionne comme seigneur du lieu David, probable créateur du fief que ses descendants conservèrent jusqu'à la fin du XIIIe siècle. Ce fut une terre très importante, dont le seigneur ne relevait que du roi. 
Au XIIIe siècle, le château fort est augmenté, puis, au siècle suivant, le donjon est agrandi.
En 1301, la seigneurie échoit aux Surgères de La Bougueraigne (une branche cadette des Maingot de Surgères, issue d'Hugues de Surgères, fils cadet de Guillaume Maingot VI, fl. dans la deuxième moitié du  XIIIe siècle ; le fils d'Hugues, Guy Ier, épouse Olive de La Flocellière vers 1305 : d'où Guy II, père de Jacques Ier), jusqu'en 1516. Pendant la Guerre de Cent Ans, en 1346, Jacques Ier de Surgères-La Flocellière combat aux côtés du Roi de France Jean le Bon, à Poitiers. 
Son fils Jacques II de Surgères sera conseiller des rois Charles VI puis Charles VII, devenant un des seigneurs les plus riches du Comté du Poitou. Puis viennent son fils Jacques III, † vers 1491, et un fils cadet de ce dernier, René de Surgères de La Flocellière, † 1511, dont la fille héritière Renée de Surgères, † 1558, dame de La Flocellière et de Cerizay, épouse en 1516 François Hamon, † 1521. Leur fils est Jean Hamon de La Flocellière (1517-52).
En 1516, la seigneurie passe dans la famille Hamon. En 1567, Robinette Hamon, fille de Jean Hamon, se marie avec Claude de Maillé-Brézé, faisant passer la Flocellière et Cerizay dans cette famille. 
Les troupes du duc de Mercœur prennent le château durant les guerres de religion. En 1597, le château de la Flocellière subit un siège. En effet, en pleine Guerre de Religion, les Maillé-Brézé, protestants, sont assiégés par le Vicomte de la Guierche, alors partisan de la Ligue Catholique. Ce dernier parvient à s'emparer d'un beau butin.
Au XVIIe siècle, le marquis de la Flocellière, Jacques de Maillé, a enlevé une jolie et jeune écossaise nommée Elisabeth Hamilton, à la cour du roi Louis XIII et l'épousera en 1616. 
Ce couple fera élever, en 1617, un couvent de Carmes près du château, lié à Notre-Dame-de-Lorette. 
Jacques de Maillé est à l'origine d'importants travaux dans le château; n'ayant eu aucun descendant, c'est son neveu, Urbain de Maillé, qui héritera de la Flocellière en 1641; il ne s'intéressera pas à ce fief, qui reviendra en 1697 à la famille de Surgères qui le conservera jusqu'à la Révolution.
Fin janvier 1794, les colonnes infernales, menées par le général Grignon l'incendient et le font sauter lors de la guerre de Vendée. Le donjon sera la seule partie qui ne sera pas détruite.
Il passa ensuite aux familles de Dreux-Nancré et au XIXe siècle aux des Alquiers; le baron Alquier fait restaurer et transformer dans le style néo-Renaissance le château par l'architecte Arsène Charrier entre 1879 et 1881, faisant élever la demeure actuelle.  Le centre de la façade sur le parc fut alors orné de deux grands blasons sculptés; le marquis de Hillerin est également cité comme propriétaire. 
En 1938 une chambre du château abritait un rare lit de voyage entièrement garni de tissu, présenté comme étant celui du Régent Philippe d'Orléans (cf.bibliographie). 
Vers 1970 la propriété était occupée par un "séminaire des vocations tardives" (Bedon, p. 68).

## Architecture
Le château actuel est constitué de deux parties distinctes, un château fort ruiné, à part le donjon, et un château du XVIIe siècle y a été construit en juxtaposition.
Le château fort, qui présente un plan quasi-pentagonal depuis le XIIIe siècle, présente quatre tours cylindriques, une à chaque angle. Au nord, une chapelle castrale faisait saillie, et son chevet semi-circulaire devait sans doute servir de tour de flanquement. Une grosse tour circulaire, servant de donjon, fut construite aussi au XIIIe siècle, au sud de l'enceinte. Au XVe siècle, est construit un escalier en encorbellement à l'angle nord-est du donjon.
Un château existe sans doute depuis le XIe siècle, il est donc probable que le château du XIIIe siècle ait succédé à un château à motte, construit en bois. Entre ces deux constructions, il y eut peut-être un premier château fort en pierres ou un simple donjon maçonné, comme à Châteaumur.